# 건국역
건국역(建國驛)은 평양 지하철의 혁신선의 역이다. 부역명은 보통강역(普通江驛)이며, 평남선 보통강역과 인접해 있다. 역내에 평양 시내 전역을 그린 벽화가 있다.

## 인접한 역
| 평양 지하철 혁신선 | 평양 지하철 혁신선 | 평양 지하철 혁신선 |
| ------------------ | ------------------ | ------------------ |
| 광복 광복 방면     | 혁신선             | 황금벌 락원 방면   |